# Mart Võrklaev
Mart Võrklaev (sinh ngày 30 tháng 5 năm 1984) là chính khách người Estonia. Trước đây, ông từng giữ chức vụ làm thị trưởng Rae từ năm 2012 đến năm 2019. Hiện tại, ông đang giữ chức vụ làm Bộ trưởng Tài chính Estonia kể từ ngày 17 tháng 4 năm 2023.